# A5 (kryptografia)
A5 – rodzina algorytmów kryptograficznych stosowanych do zapewniania poufności transmisji głosu i danych w sieciach GSM.

## Wersje
Rodzina A5 obejmuje:
- A5/0 – brak szyfrowania; określany niekiedy „trybem francuskim” (French mode) ze względu na ograniczenia w stosowaniu kryptografii obowiązujące we Francji do lat 90.,
- A5/1 – najbardziej rozpowszechniony, powstały w 1987 roku szyfr strumieniowy,
- A5/2 – szyfr strumieniowy celowo osłabiony w celu spełnienia wymagań amerykańskich ograniczeń na eksport kryptografii,
- A5/3 – oparty na szyfrze blokowym KASUMI, będący z kolei zmodyfikowaną wersją szyfru MISTY1 stworzonego przez Mitsubishi, przeznaczony do stosowania w sieciach 3G.

Specyfikacja algorytmów A5/1 i A5/2 utrzymywana była w tajemnicy, jednak dzięki inżynierii odwrotnej oraz wyciekom informacji jego znaczna część stała się ogólnie dostępna w 1999 roku.
Algorytm A5/3 został opublikowany w postaci jawnej specyfikacji w 2007 roku.

## Bezpieczeństwo

### A5/1
Na początku 2009 roku niemiecki zespół Karsten Nohl i Sascha Krißler opublikował szczegóły ataku typu time-memory tradeoff, przy pomocy którego można złamać klucze A5/1 w ciągu 3–5 minut. Atak wymaga obliczenia tablic o wielkości 2 TB. W grudniu 2009 zespół poinformował o postępach prac i zapowiedział publikację gotowych tablic. Tablice zostały wkrótce potem udostępnione, zaś w 2010 roku zespół opublikował program Kraken służący do odtwarzania kluczy kryptograficznych przy użyciu tych tablic.
Również w grudniu 2009 GSM Association wydała oświadczenie, w którym zaprzeczyła, by łamanie szyfrowania GSM było możliwe w praktyce ze względu na trudności w rejestrowaniu sygnału radiowego oraz ograniczenia praw własności intelektualnej.
W 2010 roku firma Meganet poinformowała o dostępności urządzenia służącego do przechwytywania połączeń zabezpieczonych A5/1 w czasie rzeczywistym. Pod koniec 2010 roku zespół badaczy niemieckich opublikował udoskonaloną wersję ataku z 2009 roku.

### A5/2
Pierwsza kryptoanaliza A5/2 została opublikowana wkrótce po ujawnieniu specyfikacji w 1999 roku przez Goldberga i Wagnera. Jest to atak ze znanym tekstem jawnym (known plaintext) o złożoności {\displaystyle 2^{11}} nie pozwalający jednak na odtworzenie klucza początkowego.
Opublikowany w 2003 roku udoskonalony atak Barkana, Bihama i Kellera umożliwia natychmiastowe odtworzenie klucza szyfrującego A5/2 na podstawie analizy kilkudziesięciu milisekund zaszyfrowanego ruchu zarejestrowanego z podsłuchu radiowego.

### A5/3
Specyfikacja algorytmu A5/3 jest jawna. W 2010 roku opublikowany został pierwszy praktyczny atak na szyfr A5/3.